# Macrophya
Macrophya is een geslacht van  echte bladwespen (Tenthredinidae).

## Soorten
- M. albicincta (Schrank, 1776)
- M. albipuncta (Fallen, 1808)
- M. alboannulata Costa, 1859
- M. annulata (Geoffroy, 1785)
- M. annulicornis Konow, 1904
- M. aphrodite Benson, 1954
- M. blanda (Fabricius, 1775)
- M. carinthiaca (Klug, 1817)
- M. crassula (Klug, 1817)
- M. chrysura (Klug, 1817)
- M. diversipes (Schrank, 1782)
- M. duodecimpunctata (Linnaeus, 1758)
- M. erythrocnema Costa, 1859
- M. erythrogaster (Spinola, 1843)
- M. hispana Konow, 1904
- M. infumata Rohwer, 1925
- M. militaris (Klug, 1817)
- M. minerva Benson, 1968
- M. montana (Scopoli, 1763)
- M. parvula Konow, 1884

- M. postica (Brullé, 1832)
- M. punctumalbum (Linnaeus, 1767)
- M. recognata Zombori, 1979
- M. ribis (Schrank, 1781)
- M. rufipes (Linnaeus, 1758)
- M. rufopicta Enslin, 1910
- M. sanguinolenta (Gmelin, 1790)
- M. superba Tischbein, 1852
- M. tenella Mocsary, 1881
- M. teutona (Panzer, 1799)
- M. tibialis Mocsary, 1881
- M. tricoloripes Mocsary, 1881
- M. vitta Enslin, 1910